# Galés antiguo
El galés antiguo (Hen Gymraeg) es una forma antiga de idioma galés que se habló aproximadamente del año 800 d. C. hasta principios del siglo XII, cuando evolucionó hacia el galés medio. El período anterior, desde que el galés se distinguió del britónico común hacia el 550, se ha denominado "galés primitivo" o "galés arcaico".
Muchos poemas y algunas prosas se han conservado de este periodo, aunque algunos se encuentran en manuscritos posteriores, por ejemplo, el texto de Y Gododdin. El texto más antiguo que ha sobrevivido en su totalidad en  galés antiguo es probablemente el existente en una lápida ahora en la iglesia de Tywyn, que dataría del siglo VII. Un texto en los Evangelios de Lichfield llamado Surrexit Memorandum se cree que ha sido escrito en el siglo VIII, pero puede ser una copia de un texto de los siglos VI o VII.
La ortografía del galés antiguo es esencialmente la del irlandés, puesto que los irlandeses aprendieron el latín y la escritura latina de sus vecinos bretones.

## Fonología
La fonología del galés antiguo es la siguiente.
|             | Labial | Labial | Dental | Dental | Alveolar | Alveolar | Palatal | Palatal | Velar | Velar | Glotal | Glotal |
| ----------- | ------ | ------ | ------ | ------ | -------- | -------- | ------- | ------- | ----- | ----- | ------ | ------ |
| Nasal       | m̥ʰ     | m      |        |        | n̥ʰ       | n        |         |         | ŋ̊ʰ    | ŋ     |        |        |
| Oclusiva    | p      | b      |        |        | t        | d        |         |         | k     | ɡ     |        |        |
| Fricativa   | ɸ      | β      | θ      | ð      | s        |          |         |         | x     |       | h      |        |
| Aproximante | w      |        |        |        | r̥ʰ       | r        | j       |         |       |       |        |        |
| Lateral     |        |        |        |        | l        | ɬ        |         |         |       |       |        |        |

|         | Anterior | Central | Posterior |
| ------- | -------- | ------- | --------- |
| Cerrada | i        | ɨ ʉ     | u         |
| Media   | e        | (ə) (ɵ) | o         |
| Abierta |          | a       |           |

- La antigua ɔ se convirtió en diptongo /aw/ en sílabas finales (tónicas), pero se mantuvo en otros contextos. Mientras esto persistió como diptongo en galés medio, en galés moderno /aw/ se ha reducido a o tras el cambio del acento a la penúltima sílaba, excepto en monosílabos.
- ə y ɵ eran alófonos de ɨ y u en sílabas átonas no finales. En galés medio estos sonidos se fusionaron en [ə].
- Los antiguos /ei/ y /eʉ/ del galés antiguo se convirtieron en /ai/ y /aɨ/ en sílabas finales del galés moderno, en dialectos donde /ɨ/ no se ha fusionado con /i/.

## Textos
El texto más antiguo que se conserva completamente en galés antiguo es el de una lápida que ahora se encuentra en Tywyn -la Piedra de Cadfan-, que se cree que data del siglo VII, aunque estudios más recientes la fechan en el siglo IX. Un corpus clave de textos en galés antiguo también sobrevive en glosas y marginalia alrededor del año 900 en el Manuscrito de Juvencus y en De raris fabulis. Algunos ejemplos de poemas y prosa medievales galeses también se originan en este período, pero se encuentran en manuscritos posteriores; Y Gododdin, por ejemplo, se conserva en galés medio. Un texto en latín y galés antiguo en los Evangelios de Lichfield llamado "Memorándum Surrexit" se cree que fue escrito a principios del siglo VIII, pero podría ser una copia de un texto de los siglos VI o VII.

### Memorándum Surrexit

#### Texto
Las palabras en negrita están en latín, no en galés antiguo.
surexit tutbulc filius liuit hagener tutri dierchi tir telih haioid ilau elcu filius gelhig haluidt iuguret amgucant pel amtanndi ho diued diprotant gener tutri o guir imguodant ir degion guragon tagc rodesit elcu guetig equs tres uache, tres uache nouidligi namin ir ni be cas igridu dimedichat guetig hit did braut grefiat guetig nis minn tutbulc hai cenetl in ois oisau

#### Traducción
Tudfwlch hijo de Llywyd y yerno de Tudri se levantó para reclamar la tierra de Telych, que estaba en manos de Elgu hijo de Gelli y la tribu de Idwared. Disputaron largamente sobre ello; al final fallaron contra el yerno de Tudri según la ley. Los hombres buenos se dijeron unos a otros 'Hagamos las paces'. Elgu dio después un caballo, tres vacas, tres vacas recién paridas, para que no hubiera odio entre ellos desde el fallo hasta el Día del Juicio. Tudfwlch y su linaje no la reclamarán por los siglos de los siglos.

#### Características
- El texto muestra muchas de las primeras convenciones ortográficas del galés, cuando se usaba el alfabeto latino básico para representar la fonología del galés antiguo. En esta etapa, el uso de ⟨ll⟩ para representar la fricativa lateral /ɬ/ y ⟨dd⟩ para representar /ð/ no se había desarrollado. La letra latina ⟨u⟩ se usaba para representar tanto la consonante /w/ como la vocal /u/.
- Las mutaciones iniciales, una característica importante del galés posterior, no aparecen en la ortografía en este punto.
- No todo el lenguaje utilizado en el Memorándum fue heredado por el galés posterior. Las siguientes son palabras con descendientes claros en galés moderno:

| Galés antiguo | Galés moderno  | Español                      |
| ------------- | -------------- | ---------------------------- |
| tir           | tir            | tierra                       |
| lau           | llaw           | mano                         |
| haluidt       | a llwyth       | y (la) tribu                 |
| diued         | diwedd         | fin                          |
| ir            | yr, y          | el/la                        |
| nouid         | newydd         | nuevo                        |
| guetig        | wedi           | después                      |
| cas           | cas            | odio                         |
| hit           | hyd            | hasta                        |
| did           | dydd           | día                          |
| braut         | brawd          | juicio                       |
| in ois oisou  | yn oes oesoedd | por los siglos de los siglos |

La página 141 (en la que está escrito el texto) también tiene un memorándum en latín encima del texto en galés antiguo. Parece contener más texto escrito debajo del texto principal, y una sección misteriosa donde el texto parece haber sido borrado, ambos parcialmente sobrescritos con texto en inglés antiguo. Hasta ahora no se han ofrecido traducciones o transcripciones para esta sección.
Se desconoce por qué se utilizó esa página en particular para las glosas, ya que parece que no se añadió texto, o muy poco, a ninguna de las otras páginas de los Evangelios de Lichfield.

## See also
- Romance británico